# Estação La Gavia
La Gavia é uma estação da Linha 1 do Metro de Madrid.

## História
A estação foi inaugurada em 16 de maio de 2007.